# インゲ2世 (ノルウェー王)
インゲ2世（ノルウェー語：Inge II, 1185年 - 1217年4月23日）またはインゲ・ボードソン（Inge Bårdsson）は、ノルウェー王（在位：1204年8月 - 1217年4月23日）。シグル2世の娘セシリア・シグルスダッテルとノルウェー貴族ボール・グットルムソンの息子。ビルケバイン党により王に選ばれ、治世の最初の3年間バグリ党と争った。トロンハイムを本拠としていた。

## 生涯
インゲ2世はバグリ党の王フィリップ・シモンソンがインゲ2世のノルウェー王位を認めて両者が和解する1207年までバグリ党と戦ったが、フィリップはその死まで王の名前で王国の自身の領土（ヴィケン（en））を支配することを許された。
インゲ2世は、異父兄ホーコン狂伯の多大な影響下に置かれていたと考えられている。ホーコン狂伯は1214年に死去した。
インゲ2世は1217年に死去し、ニーダロス大聖堂に埋葬された。

## 子女
愛妾ギュリズとの間に庶子グットルム（1206年生）がいた。